# Стискальне відображення
Стискальним відображенням у метричному просторі називається відображення яке, умовно кажучи, зменшує відстані між точками.
Нехай {\displaystyle F\subset \mathbb {M} } — підмножина метричного простору {\displaystyle (\mathbb {M} ,\rho )} і на F визначено відображення {\displaystyle f:F\to F}. Воно називається стискуючим на F, якщо {\displaystyle \exists \alpha \in (0;1):} для {\displaystyle {\forall }x,y\in F\to {\rho (Ax,Ay)\leqslant \alpha {\cdot }\rho (x,y)}}.
Довільне стискуюче відображення є відображенням Ліпшиця і, як наслідок, рівномірно неперервним відображенням.
Довільне стискальне відображення має щонайбільше одну нерухому точку, тобто точку {\displaystyle \mathbb {} x^{*}:f(x^{*})=x^{*}}. Це включає випадки неіснування нерухомих точок.  Згідно з теоремою Банаха якщо дане відображення задано на замкнутій підмножині повного метричного простору то існує єдина нерухома точка, причому ітераційна послідовність x, f (x), f (f (x)), f (f (f (x))), ... збігається до цієї точки в метриці цього простору.